# خام گنک
خام گنک (به لاتین: Kham-e Ganak) یک منطقهٔ مسکونی در افغانستان است که در ولایت بامیان واقع شده‌است.